# أرنست وليام غودباستير
أرنست وليام غودباستير (بالإنجليزية: Ernest William Goodpasture) (مواليد 17 أكتوبر 1886 -وفيات 20 سبتمبر 1960) هو عالم أمراض وطبيب أمريكي، طور الفهم العلمي لتولد الأمراض المعدية، الطفيلية، ومجموعة متنوعة من الالتهابات الفيروسية والريكتسية.